# Stadshavens (Groningen)
Stadshavens is een woonwijk in ontwikkeling in de Nederlandse stad Groningen. Het vormt onderdeel van de Damsterbuurt. 
Het gebied ligt aan weerszijden van het Eemskanaal en wordt omsloten door de weg het Damsterdiep, het Van Starkenborghkanaal, het Winschoterdiep, de Sontweg en de straat het Balkgat. De bouw van de wijk zal omstreeks 2024 starten. Op dit moment (2021) is het een verouderd industriegebied, waarbinnen zich enkel industriële monumenten bevinden die zullen worden opgeknapt, zoals het EMG-gebouw, ook bekend als de Noord-Nederlandse Oliefabriek van de Elevator Maatschappij Groningen.

## Betonbos
Binnen het plangebied bevond zich tot oktober 2024 het Betonbos, een vrijplaats voor stadsnomaden.